# Herb Zdzieszowic
Herb Zdzieszowic – jeden z symboli miasta Zdzieszowice i gminy Zdzieszowice w postaci herbu.

## Wygląd i symbolika
Herb przedstawia na tarczy dwudzielnej w pas – w polu górnym, błękitnym,  miniaturę górnośląskiego krzyża powstańczego, z białym orzełkiem w środku, w polu dolnym czarny zarys miejscowych zakładów koksowniczych na tle żółtym.

## Historia
Herb został stworzony w okresie Polski Ludowej i miał pokazywać zarówno przemysłowy charakter miejscowości, jak i nawiązywać do tradycji powstań śląskich.